# Београдски метро
Изградња Београдског метроа, висококапацитетног и потпуно независног шинског система као основе јавног превоза у Београду, планирана је још од педесетих година 20. века.
У најпознатијем пројекту из 1976. године, било је предвиђено пет самосталних линија метроа и четири линије независног регионалног метроа, са првом фазом од две линије на трасама Стари Меркатор – Вуков споменик и Дорћол – Аутокоманда. Од својих заговорника описиван као у европским милионским градовима „аксиом који се не доказује“ и „алфа и омега приче о саобраћају у Београду“, а од противника као предимензионирани „превазиђени концепт прављен за нека друга времена“, пројекат београдског метроа је слављен, суспендован, поново оживљаван и у Генералном урбанистичком плану Београда до 2021. године усвојеном 2003. напуштен у корист лаког шинског система названог „Београдски лаки метро“, од чега се, пак, одустало.
До средине 2016. године, још увек никакви кораци нису предузети за реализацију овог пројекта.

## Зачеци идеје о метроу

### 19. век
По наводима Владимира Буњца у књизи „Чесме и фонтане Београда”, 1883. године су двојица грађана по имену Гугла и Гал тражили концесију од београдске општине да се од Кнез Михаилове улице до савског стоваришта прокопа тунел којим би били спроведени железница за превоз робе и путника и водовод. Гугла и Гал су молили за обећање да општина до краја године неће ником другом дати такву концесију, јер ће они у том року поднети детаљну понуду. Општина је дала гаранције на седници одбора од 14. маја 1883. године, међутим, Гугла и Гал се више нису јавили београдској општини поводом ове концесије. По мишљењу Буњца, ово би био први метро у свету, иако су у том тренутку Лондон и Глазгов већ имали метрое.
Први трамвај је улицама Београда кренуо 14. октобра 1892. Електрификација мреже је почела 1904. и трамваји су још 1912. године превозили око 7,5 милиона путника годишње. Београд је пред почетак Другог светског рата имао трамвајску мрежу значајно разгранатију од данашње, укупне дужине око 80 km, која је опслуживала око 85% јавног превоза у граду.

### Период између два светска рата
Генерални план за град Београд из 1923. године, чијом израдом је руководио Ђорђе Коваљевски, предвиђао је железнички тунел који би повезивао централну железничку станицу у Савском амфитеатру са железничком станицом „Дунав“. Елаборат који је наредило Одељење за грађење државних железница предвиђао је тунел дужине 2.718 метара, са унутрашњошћу предвиђеном за дупли колосек, и искључиво за железнички саобраћај. Пројектовање тунела, чија би изградња државу коштала око 90 милиона динара, отежано је великим висинским разликама, неповољним саставом тла, и постојећим канализационим инсталацијама. Арх. Свет. Лазић је 1936. апеловао на неодложну изградњу тунела, јер би он могао да служи и као склониште против ваздушног напада у случају будућег рата, при чему би се грађанство и чиновништво склањали у горњем делу тунела. Лазић је скренуо пажњу да би, иако саобраћајне потребе Београда још увек не захтевају метро тунел, пројектовани железнички тунел био јефтинији од више скупних склоништа, да пројектована траса пролази поред државних зграда, те да би се у слепом тунелу могла израдити мања електрична централа која би служила као резерва за осветљење најважнијих делова града.
У студији-чланку Ратимира Д. Николића, објављеном у „Београдским општинским новинама“ 1938, размотрено је увођење метроа на три главне саобраћајне линије града, Краља Александра – Теразије – Земун, Калемегдан – Славија – Аутокоманда и Топчидер – Железничка станица Сава – Теразије – Железничка станица Дунав, од којих је свака имала од 10—13 милиона путника годишње (трећа линија по постојећој, заобилазној траси). Обзиром да је Београд са Земуном и предграђима тада бројао око 310.000 становника, Николић је резоновао да ће се, обзиром да су метро-системи били исплативи у градовима са преко пола милиона а нужни у градовима са преко милион становника, метро поставити као питање у Београду у наредних десетину година. На све три линије предложене су реформе у етапама, почевши од реорганизације постојећих трамвајских линија, а које би, како развој Београда и финансијске прилике буду омогућавале, пратила изградња тунела и метроа. Увођење метроа под земљом је предложено најпре на линији 2, на потезу Калемегдан – Теразије – Славија – Аутокоманда – Вождовац, у укупној дужини 5 km тунелске трасе са 6 подземних станица. Овај метро био би део градске железнице, коју би чинили и електрична железница над земљом у продужетку метроа на потезу Вождовац – Бањица – подножје Авале, дужине 12,5 km, те успињача са ужима од крајње станице железнице у подножју Авале до Споменика Незнаном јунаку у дужини од 600 m. Овакав систем градске железнице би потпуно решио проблем саобраћаја на потезу Калемегдан – Славија – Вождовац, створио излетничку линију ка Авали и Шупљој Стени, и омогућио превоз грађана за масовне скупове код Споменика Незнаном јунаку и на Бањици. Инвестициони трошкови процењени су на 94 милиона тадашњих динара (70 милиона за изградњу и 24 милиона за возила). Процењено је да би овај систем железнице користило око 15 милиона путника годишње (25% више од постојећих трамвајских линија на потезу) плус око 6 милиона излетника, тако да би систем приходовао око 27 милиона динара, док би текући расходи били око 18 милиона динара годишње. Систем би тако остваривао профит од преко 8% на уложени капитал, те би тако његова изградња била економски исплатива већ у тренутним околностима. На линији 1, на правцу Краља Александра – Теразије – Земун, предложена је, како се Београд буде развијао и саобраћај на Теразијама појачавао, изградња тунела којим би трамвај пролазио испод Теразија, од Улице Краља Александра, од испред Скупштине, или од некадашњег црквеног имања, до Бранкове улице. Тунел би био грађен у плитком ископу те би захтевао релативно мале инвестиције, и процењено је да би ово побољшање задовољило саобраћајне потребе на дуги низ година. Када то буде неопходно, и остатак линије би се могао спустити у други ниво и тако створити потпуни метро, чија би једина мана била то што прелази Бранкову улицу и прилазе мосту у нивоу са другим саобраћајем; међутим, овај би се недостатак могао отклонити једино копањем дубоког тунела укључујући и испод Саве, што би било ван инвестиционих могућности Београда. Линија 3, на правцу Топчидер – Железничка станица Сава – Теразије – Железничка станица Дунав, дужине 10 km са 10 станица, ишла би већим делом под земљом. Трошкови су процењени на 97,5 милиона динара, број путника на око 12 милиона, а годишњи приходи и расходи на 18 и 16,7 милиона динара, те је профит од око 1% на уложени капитал процењен као недовољан у датом тренутку, због чега би ова линија долазила у обзир кроз дуже време од прве две.

### Послератни период
У току рата уништено је 30 km трамвајских пруга и, према писању „Времена“ из 1997, убрзо након ослобођења донета је одлука да се ове пруге не оправљају и да се приликом будућих реконструкција система преостале трамвајске линије постепено замењују тролејбусима, за које се тврдило да су боље прилагођени стрмим београдским улицама. Рад на ширењу тролејбуске мреже (и одржавању трамвајске) прекинут је касних 1960-их година, онда уз тврдњу да тролејбуси нису добро прилагођени уским и стрмим београдским улицама, и градски саобраћај је готово у потпуности ослоњен на аутобусе, који су били лакши за одржавање.
Први званични помен неке врсте метроа налазимо у Генералном урбанистичком плану из 1950 – према „Времену“ „по многима једином разумном плану у целој историји урбанистичких планова у Београду“ – који је предвиђао две линије такозваног „регионалног метроа“ (попут „ес-железнице“), који би на коридорима ван градског језгра користио (постојеће и планиране) трасе железнице. Предвиђене су биле линије од Руме до Смедерева и од Панчева до Обреновца; оне би се у градском подручју спуштале под земљу и укрштале у центру града. Овакви радови били су (као прескупи за послератну Југославију) само зацртани за будућност, али је ГУП оставио земљиште и ограничио изградњу грађевина и инфраструктуре како не би била ометана будућа изградња.
Према Владимиру Деполу, почетком планирања београдског метроа може се сматрати 1958. година, када је архитекта Никола Добровић у документу „Техника урбанизма–Саобраћај“ предложио увођење метроа у систем јавног превоза у путника и за прву трасу предложио коридор Калемегдан – Теразије – Славија – Чубура.

### Студија из 1968.
1968. године је објављена студија којом је руководио др. инж. Саво Јањић и у којој је предложен први целовит концепт метроа, који је предвиђао три линије укупне дужине приближно 33 km, које би повезивале 35 станица.
| линија | дужина (км) | станица | правац                                                                                               |
| ------ | ----------- | ------- | --- |
|        | 14,3        | 16      | Земун Горњи Град – Бежанијска коса – Нови Београд – Теразије – Ташмајдан – Вуков споменик – Звездара |
|        | 9,1         | 10      | Калемегдан – Теразије – Славија – Чубура – Нова железничка станица – Бањица                          |
|        | 9,55        | 12      | Чукарица – Баново брдо – Мостар – Славија – Ташмајдан – Панчевачки мост – Вишњићева – Миријево 3     |

Предвиђено је да би линије A и B пратиле најоптерећеније саобраћајне правце. Линија C је замишљена у почетку као краћа попречна веза између ове две линије и са њеном градњом би се почело тек по завршетку изградње прве две линије, а потом би се ширила ка густо насељеним стамбеним деловима града, Бановом брду и Карабурми. За линију B је предвиђена станица код тада предвиђене локације за нову главну путничку железничку станицу на простору код Аутокоманде (она је касније померена у Прокоп). Међустанична растојања предвиђена су на 600—800 m у центру и на 1000—1.300 m ка периферији.
Линија A ишла би са једног краја града на други, повезивала његове најгушће насељене делове и у њу би се сливали и од ње одвајали најгушћи токови путника. Тунел би се водио плитком трасом дуж тадашњег Булевара револуције и даље до станице Ташмајдан, а затим дубоким тунелом све до излаза на нови савски мост у продужетку Немањине улице. За део трасе од Вуковог споменика до Теразија је разматрана могућност вођења трасе даље дуж Булевара револуције, али је као вероватно повољније за изградњу одабрано решење којим би се траса водила 150—180 m северније испод Ташмајданског парка, углавном паралелно са Булеваром, са станицом Ташмајдан у тадашњој Улици Бориса Кидрича (у близини факултета и спортских објеката) и у Таковској улици. На Теразијама је предвиђено укрштање са линијом B, тако што би био изграђен вестибил за пролаз пешака испод нивоа улице, из којег је предвиђен улаз у станице метроа, и то најпре (ближе површини) станица линије  на коти 97,50, а затим станица линије  на коти 87,85. У истој станици предвиђено је и укрштање са трамвајским линијама које би ишле будућим базисним тунелом. Траса се затим извија јужно ка планираном мосту преко Саве у продужетку Немањине улице, где су за излазак на мост размотрене су две могућности: у првој, где би се траса водила подземно све до Карађорђеве улице, констатоване су геолошке неповољности због кратког растојања од станице до моста и велике висинске разлике, док друга, једноставнија и јефтинија, где би се траса водила подземно само до Улице Гаврила Принципа, није даље студирана због естетско-урбанистичких недостатака. Студија је начелно разматрала и могућност пролаза метроа испод корита Саве за коју се наводи да је, због неповољног састава тла, тежа за градњу (мада начелно изводљива) и економски неповољнија. По прелазу преко моста код Старог сајмишта, линија се, због карактеристика тла на Новом Београду, води плитким тунелом дуж тада предвиђене Немањине улице (данас Булевар Зорана Ђинђића) до Тошиног бунара, а затим тунелом кроз лесни масив Бежанијске косе и даље ка Земуну.
Почетна станица линије B предвиђена је на положају тадашње окретнице трамваја 9 и 10 (данас Трошарина), којој гравитирају околна насеља попут Бањице, Кумодража и Јајинаца као и насеља дуж Авалског пута, а у чијој близини би пролазила источна магистрала која би повезивала Панчевачки мост са Авалским путем. Код станице на Бањици је наговештена могућност аутобуске станице са које би путници прелазили на метро, а у њеној близини би се градио депо и радионица за поправку и одржавање метро возила. Линија би се затим, пратећи углавном Улицу Војводе Степе, спуштала преко Вождовца до Аутокоманде, и то дубоким тунелом, обзиром на значајну висинску разлику. Траса би затим пролазила испод зграде планиране нове путничке железничке станице на Аутокоманди, станичног трга и ауто-пута, где студија због неповољног састава терена предвиђа плитки терен и упозорава на тешкоће у изградњи и експлоатацији, а затим ка Славији преко Чубуре радије него тадашњим Булеваром ЈНА, због густе насељености и преоптерећености постојећих линија градског саобраћаја на Чубури. На траси испод тадашње Улице маршала Тита је предложена дубока траса метроа, због тешкоћа које би у тој уској, саобраћајно оптерећеној трговачкој улици изазвало копање плитког тунела, као и због густих инсталација и неповољног геолошког материјала. Траса се даље укршта са линијом A код Теразија, и наставља испод Теразијског тунела те прати Васину и Улицу Тадеуша Кошћушка. Крајња станица Калемегдан предвиђена је код Зоолошког врта како би јој гравитирали како посетиоци Калемегдана, тако и пуно ученика околних средњих школа и радника у индустрији, те становници Дорћола, посетиоци планираног спортско-рекреативног центра на Дорћолу, па чак и посетиоци тада планираног великог спортско-рекреативног центра на Великом ратном острву, уколико би он био повезан мостом и са десном обалом Саве.
За трасу линије C првобитно је разматрана алтернатива у којој би траса дужине 8,5 km (махом грађена површински, уз око 1 km тунелског начина рада) која би пратила Радничку и Булевар Војводе Мишића, затим улицу Кнеза Милоша и Таковску и даље Улицу 29. новембра, али су као њени недостаци наведени да се већим делом поклапа са тада планираном широком Савском магистралом са трамвајима, затим неповољни услови од Мостара до Чукарице, те умањена функција попречне везе линија A и B уколико би се пресечне тачке (у тој варијанти станице Лондон и Таковска улица) налазиле тако близу Теразија. Као генерално повољнија је истакнута друга алтернатива дужине 9,55 km, која би се са линијама A и B укрштала код Славије и Ташмајдана и уз то пролазила дубље кроз стамбене рејоне. Траса би са Чукарице прелазила ка Хиподрому мостом преко Топчидерске долине, затим испод Топчидерског брда ка Сајму, а одатле преко Мостара ка Славији, на читавом овом потезу углавном не пратећи улице. За даљу трасу ка Карабурми размотрена је и варијанта преко Вуковог споменика и дуж Гробљанске улице. Траса C имала би знатно нижи приоритет јер су регулациони планови предвиђали трамвајску везу великог капацитета Чукарице са Карабурмом, Савском магистралом, затим базисним тунелом и даље улицом Ђуре Ђаковића и Вишњичком.
За све три основне линије предвиђена је и могућност продужавања или гранања, попут гранања трасе A ка Железничкој станици Нови Београд и Бежанији или пак преко Дунава код Земуна, трасе B ка насељу Браће Јерковић и трасе C преко Панчевачког моста ка насељима на левој обали Дунава.

## Студија из 1976.
Планови о изградњи метро система у Београду конкретизују се током мандата председника Скупштине града Бранка Пешића. Пешић је 1970. године од Јосипа Броза испословао одлуку да се београдска железничка станица измести у Прокоп. Планирано је да радови на градњи новог Београдског железничког чвора буду завршени за десет година, након чега би се почело са градњом метроа.
Од 1967. до 1972. године урађен је Генерални урбанистички план заснован на јавном превозу грађана независним шинским системима, метроом и градском железницом. Одлуком о регулативи центра града из 1972. постављена су два задатка: план централне зоне (намена) и метро пројекат (саобраћај). Скупштина града Београда усвојила је Генерални урбанистички план са Закључцима о спровођењу 23. марта 1972. На основу Закључка 8, „да се изради Студија о развоју јавног градског саобраћаја у Београду са метроом као главним средством брзог и масовног превоза људи у граду“, Пешић је 20. септембра са Заводом за изградњу и реконструкцију града Београда потписао уговор о оснивању Сектора за метро и подземне радове, који је водио архитекта Бранислав Јовин.
Генерални план из 1972. је фаворизовао јавни саобраћај изградњом метроа и вишеспратних јавних гаража на ободу централне зоне. На урбанистичком плану, ГУП из 1972. је предвиђао формирање мреже градских центара у Београду: централне зоне (главног центра), секундарних градских центара, рејонских центара и центара месних заједница. За метро систем су предвиђене окоснице на правцима Батајница – Винча и Петлово брдо – Карабурма, укупне дужине 50 km. Било је предвиђено и 500 km аутобуске мреже, као и реконструкција трамвајске мреже како би служила до 2000.
Скупштина града је 1973. године прихватила Информацију о припремама и мерама које се преузимају за изградњу метроа у Београду, као основу за даљи рад у студији развоја јавног саобраћаја. Исте године је са Урбанистичким заводом склопљен споразум о изради потребних урбанистичких студија и усвојен инвестициони програм за железнички чвор у Прокопу, а у Урбанистичком заводу је започео рад на Етапном плану развоја до 1985.
Два плана из 1972. програмски су обједињена у Регулациони план централне зоне с првом етапом београдског метроа, који су сва три већа Скупштине града усвојила 2. децембра 1976. године. Од 1973. до 1976. године урађена је Студија техничко-економске подобности брзог јавног градског саобраћаја у Београду, коју је Скупштина града Београда усвојила 21. априла 1977. године. На студији је радило више од стотину тадашњих водећих инжењера. Студија је разрадила низ могућих решења и као (урбанистички и економски) најповољнију истакла варијанту са пет самосталних линија метроа, те четири линије независног регионалног метроа. Ова варијанта објављена је по први пут у документу „Планерске поставке 2000. године“ из 1975. Нацрт је предвиђао капацитет око 40.000 путника на сат у једном смеру. Возила би полазила на 2-4 минута, са размаком станица до 800 метара и експлоатисаном брзином између 30–40 km/ч. „Регионални метро“ би имао размак станица до 2 km и развијао брзину до 80 km/ч.
Прва етапа метроа према студији из 1976. обухватала је две линије:
- М1: Центар Земуна – Нови Београд – Теразијска тераса – Вуков споменик
- М2: Дорћол – Калемегдан – Трг Славија – Београд центар – Аутокоманда

Први део линије М1, од Новог Београда до Теразијске терасе, био би завршен и пуштен у саобраћај за четири године. Цела прва етапа градила би се осам година и, према писању „Времена“ и „Гласа јавности“, коштала око 700 милиона америчких долара. Даље ширење мреже је требало да буде предмет анализе. Предвиђало се да би се линија М1 имала вероватно продужити до Малог Мокрог Луга, а линија М2 до Бановог, односно Петловог брда.
Према једном од решења које је предложила Студија из 1976. под називом „Београд 2000“, трасе линија би пролазиле следећим правцима:
- М1: ЕИ (Земун) – Земун – Стари Меркатор – Центар Новог Београда – Обала – Теразијска тераса – Дом Скупштине – Вуков споменик – Коњарник – Мали Мокри Луг.
- М2: Дорћол – Трг републике – Дом Скупштине – Славија – Железничка станица Центар – Аутокоманда – Душановац – Браће Јерковић 2.
- М3: Бежанија – Железничка станица Нови Београд – Центар Новог Београда – Обала – Теразијска тераса – Дом Скупштине – Вуков споменик – Чубура – Душановац – Трошарина – Јајинци.
- М4: Дорћол – Трг републике – Дом Скупштине – Славија – Железничка станица Центар – Сајам – Хиподром – Баново брдо – Кнежевац.
- М5: Железничка станица Земун – Земун – Стари Меркатор – Центар Новог Београда – Железничка станица Нови Београд – Хиподром – Баново брдо – Кнежевац.
- РМ1: Обреновац ← Беле воде – Хиподром – Сајам – Сава – Теразијска тераса – Трг републике – Дунав – Овча → Зрењанин.
- РМ2: Рума ← Батајница – Железничка станица Земун – Центар Новог Београда – Сава – Славија – Чубура – Шумице – Мали Мокри Луг – Винча → Пожаревац.
- РМ3: Младеновац ← Ресник – Раковица – Сајам – Сава – Теразијска тераса – Трг републике – Дунав – Вишњица – Велико Село → Панчево.
- РМ4: Нови Сад ← Батајница – Железничка станица Земун – Центар Новог Београда – Сава – Славија – Чубура – Шумице – Мали Мокри Луг – Винча → Смедерево.

### Избор варијанте
У Студији из 1976. је израђен низ могућих варијантних решења, на основу општих програмских услова и опредељења за дистрибутивни градски метро и регионални метро као носиоце система јавног градског саобраћаја. За детаљно поређење су интерном елиминацијом одабрана два решења, А2 и А3 (горе приказано усвојено решење), којима је ради поређења додата и варијанта А1 какву је као могуће решење изнео Генерални урбанистички план из 1972.
|  |  |

Варијанте А1 и А2, које су у Студији из 1976. поређене са усвојеним решењем А3.
|                                | A1     | A1     | A2     | A2     | A3     | A3     |
| ------------------------------ | ------ | ------ | ------ | ------ | ------ | ------ |
| РМ                             | М      | РМ     | М      | РМ     | М      |        |
| Општи и грађевински показатељи |        |        |        |        |        |        |
| број линија                    | 4      | 2      | 3      | 5      | 4      | 5      |
| дужина линија (км)             | 151,6  | 54,3   | 116,8  | 73,7   | 173,8  | 74,8   |
| просечна дужина линије         | 37,9   | 27,2   | 38,9   | 14,7   | 43,4   | 14,9   |
| станица                        | 15     | 45     | 31     | 64     | 61     | 60     |
| надземне                       | 7      | 11     | 14     | 6      | 38     | 7      |
| подземне                       | 3      | 34     | 7      | 58     | 12     | 53     |
| са железницом                  | 5      | –      | 10     | –      | 11     | –      |
| двоколосечних пруга            | 37,5   | 54,3   | 82,0   | 59,7   | 132,0  | 54,5   |
| надземних                      | 12,0   | 14,0   | 21,2   | 4,5    | 73,6   | 9,0    |
| подземних                      | 10,5   | 40,3   | 13,3   | 52,2   | 21,8   | 45,5   |
| са железницом                  | 15,0   | –      | 47,5   | –      | 36,6   | –      |
| Експлоатациони показатељи      |        |        |        |        |        |        |
| путник-км годишње (у 1000)     | 1.620  | 2.155  | 2.637  | 2.042  | 3.972  | 1.530  |
| путник-часова дневно           | 30.294 | 52.810 | 52.196 | 53.594 | 81.895 | 39.725 |
| % путовања у ЈГС               | 12,26% | 31,01% | 22,67% | 40,75% | 38,03% | 35,82% |

Варијанте су поређене на основу оцена према низу показатеља којима су мерени саобраћајни ефекти (време путовања на рад, ниво услуге јавног градског превоза, приступачност централне зоне) и инвестициони и експлоатациони трошкови (грађевински трошкови шинских система, инвестициони трошкови електроенергетских објеката, годишња потрошња електричне енергије, трошкови аутобуског подсистема јавног превоза). Ови показатељи вредновани су на два начина: методом „ДИПО“ („Двоетапно израчунавање процентуалних односа“, који је примењиван у вредновању варијаната у ГУП, и у којем се за најповољнију бира варијанта са највећим збиром оцена саобраћајних и трошковних показатеља пондерисаних усвојеним факторима) и методом СЕ/Т (у којем се пореди однос саобраћајних ефеката и трошкова, чиме се стиче увид у оправданост већих улагања ради постизања већих саобраћајних ефеката). У овој фази Студије нису вредновани шири друштвено-економски ефекти поређених варијаната, али је Студија констатовала да њихов релативни однос може бити само још израженији од односа саобраћајних ефеката (како због експоненцијалног утицаја саобраћајних ефеката, тако и због додатних друштвених ефеката који се не могу одредити на основу саобраћајних), те да би тако одабрана варијанта имала још израженије предности.
|                                      | А1        | А2        | А3        |
| ------------------------------------ | --------- | --------- | --------- |
| Време путовања на рад                |           |           |           |
| средње време путовања у ЈГС          | 35,57     | 30,53     | 26,23     |
| % путовања краћих од 30 минута       | 46,73%    | 60,38%    | 72,97%    |
| Ниво услуге јавног градског превоза  |           |           |           |
| средња експлоатациона брзина         | 31,35     | 33,18     | 39,47     |
| на пешачком растојању од станица     | 197.052   | 311.433   | 406.283   |
| % путовања шинским системима         | 43,27%    | 63,42%    | 73,84%    |
| број преседања                       | 842.217   | 743.114   | 519.338   |
| Приступачност централне зоне         |           |           |           |
| становника макс. 30 мин. до Теразија | 1.131.000 | 1.350.000 | 1.456.800 |
| радних места до 30 мин. од Теразија  | 511.700   | 605.300   | 646.800   |

### Карактеристике и ефекти одабраног решења
| подсистем ЈГС     | број линија | дужина линија (км) | просечна линија (км) | комерцијална брзина (км/ч) |
| ----------------- | ----------- | ------------------ | -------------------- | -------------------------- |
| регионални метро  | 4           | 173,8              | 43,4                 | 48,5                       |
| градски метро     | 5           | 74,8               | 14,9                 | 38,5                       |
| експресни аутобус | 5           | 71,7               | 14,3                 | 24,0                       |
| локални аутобус   | 36          | 270,2              | 7,5                  | 20,0                       |

Студија из 1976. усвојила је систем јавног градског саобраћаја чији су носиоци дистрибутивни градски метро, који повезује све активне зоне града унутар компактног градског подручја омеђеног првим ауто-путским полупрстеном, и регионални метро, који покрива ширу утицајну зону града дуж две просторне осовине на којима се налазе веће индустријске зоне и насеља у региону као и планирани правци будућег развоја. Главни допунски вид превоза био би аутобуски, који би на градској територији чинили експресни аутобуси који би дуж магистралних праваца повезивали делове града ван домашаја метроа, и локални аутобуси који би напајали мрежу метроа, док би околне крајеве који нису покривени регионалним метроом опслуживали приградски аутобуси. Као предности предвиђене мреже градског метроа истакнути су директна повезаност већег броја тачака без потребе за преседањем, као и могућност комбиновања нових линија без техничких измена на трасама. Укрштањем шинских система у три тачке најужем градском језгру отворила би се могућност формирања пешачких површина, док је на полазним станицама градског метроа на ободу града планирана изградња терминуса по принципу „паркирај и вози се“ како би се ублажио притисак личних возила на централну зону. Аутобуска и железничка станица су повезане мрежом градског метроа, док је за аеродром остављена могућност повезивања продужавањем линије М3.
Експлоатациони ефекти система испитивани су симулацијом функционисања у вршном оптерећењу. Средње време путовања на посао било би 26,23 минута, у поређењу са тадашњих 34,70 минута, односно са 55 минута јавним превозом и око 40 минута аутомобилом према пројекцијама за 2000. Средња експлоатациона брзина била би 39,47 km/ч, у односу на тадашњих 15 km/ч у јавном превозу. На пешачком растојању од шинских система налазило би се 73% полазишта и одредишта путовања на посао, тако да би они превозили 74% укупног броја путника, уз релативно мали коефицијент преседања 1,05. На најоптерећенијим деоницама очекивано је вршно оптерећење до 42.000 путника по смеру у градском метроу и чак 53.000 путника по смеру у регионалном метроу.
Студија је размотрила и шире друштвене ефекте предложеног система. Њиме би готово 3/4 грађана до радног места путовало мање од пола сата, чиме би неостварени доходак изгубљен у превозу од и до радног места, са пројектованих 39,38 милијарди динара годишње у 2000. (само за јавни саобраћај) био умањен на приближно 12,60 милијарди. Предложени метро систем био би и енергетски најповољније решење, око 10 пута ефикасније од аутомобила (58,5 калорија по путник-километру у односу на 114 за аутобус и 552 за путнички аутомобил), које притом користи домаће изворе енергије.
На просторно-урбанистичком плану, према Студији из 1976, ослањањем на појединачна возила и површински систем ЈГС, у Београду би до 2000. било неопходно утростручити постојеће коловозне површине, што би коштало око 5 пута више од капацитетног шинског система (наведен је податак да истовремени превоз 1000 путника захтева 500 m² градских површина са метро системом, у односу на 7.000 m² за аутобус и 75.000 m² за аутомобил). Предвиђено је да би се до 2000. у Београду могло очекивати око 6.000.000 путовања на дан. Без градње независних шинских система, од овог броја би према постојећем тренду јавним градским саобраћајем било остваривано око 200—245 путовања по становнику, те је тако у Студији прогнозирано да би однос путовања аутомобилима и ЈГС порастао са око 1:1 до око 2,1:1, што би „захтевало велике инвестиције у површинску саобраћајну мрежу, уз тешке просторне и урбанистичке последице“ и учинило Београд изузетком међу европским градовима и практично га приближило градовима у САД. Предложеним решењем би био смањен обим површинског саобраћаја, аеро-загађења и комуналне буке и наводе примери европских градова у којима је већ изградњом прве етапе шинског система (10—20 km) ниво аеро-загађења у централној зони смањен за 30—40%. Систем би повећао приступачност атрактивних садржаја у централној зони, изједначавајући разлике између појединих стамбених простора, и омогућио њену ревитализацију и реконструкцију, повећање пешачких простора, и посвећивање површина атрактивнијим, економски повољнијим и/или хуманијим наменама.
Студија је наглашавала и да је „систем колективног превоза истовремено и фактор социјалне равноправности у саобраћају“, те да се „у складу са усвојеним принципима друштвене политике, не сме дозволити да већа мобилност буде привилегија вишег дохотка и поседовања путничког аутомобила, већ елемент друштвеног стандарда који је понуђен свим грађанима Београда под истим условима“.

### Развој идеје
Закључци Студије из 1976. постали су обавезујући део Генералног урбанистичког плана. Један од сарадника на њеној изради био је и проф. Спасоје Крунић, касније председник Извршног одбора Скупштине града Београда. У периоду од 1977. до 1982. године вишедисциплинарни тим стручњака Сектора за метро и пројектанти бечког и минхенског метроа урадили су инжењерско-архитектонске и електро-машинске пројекте прве етапе метро система (линије М1 и М2, 14,5 km линија са 18 станица).
Убрзо после „Планерских поставки“ 1975, објављена је и друга свеска, „Економске поставке у 2000. години“, према којој би се прва етапа метроа (линије М1 и М2) реализовала у три фазе:
1. (Стари) Меркатор – Вуков споменик,
2. Ташмајдан – Аутокоманда,
3. Ташмајдан – Калемегдан.

У трећој свесци, објављеној 1981. године, дата су решења траса и објеката прве етапе, предрачунска цена радова и програм изградње. Укупна мрежа од 5+4 линија, која би покривала читав град, коштала би према плановима око 3 милијарде долара. Део студије био је и графикон који је предвиђао пораст бруто друштвеног производа до 4.300 долара по становнику до 2000. године. У складу са Генералним урбанистичким планом из 1972, у оквиру пројекта „Метро Београд“ је 1982. године урађено и идејно решење за „трећи савски мост“, шинско-друмског моста преко Саве. Мост је требало да се надовеже на Немањину улицу, ширине 24 m са распоном преко реке од 258 m, и са пругом за метро линије М1 и М3 унутар конструкције.
Мрежа градског метроа је предвиђена на 67,9 km, од чега 86% под земљом, 13% над земљом и 1% по земљи, издвојено од саобраћаја. Од 68 станица, било би 57 подземних и 11 надземних. За регионални метро је предвиђена мрежа дужине 42,3 km унутар градског подручја, од тога 55% под земљом, 41% по земљи и 4% над земљом. Од 25 станица, 13 је подземних, 10 по земљи и 2 надземне.
Пројекат је предвиђао возило од 2,90 са 17,50 метара, са попречним распоредом седишта у асиметричном поретку. Основна јединица била би сачињена од два возила, укупне дужине 35,40 метара, а меродавна дужина перона била би око 107 метара. Свако возило имало би троје клизних врата ширине 1.300 mm и свако возило би имало једну командну кабину. Напајање струјом напона 750 волти ишло би преко треће шине.
Пројекат „Метро Београд“ је завршен децембра 1981. и достављен Скупштини града Београда априла 1982. године.
Једна од идеја била је и да би Совјетски Савез могао отплатити свој дуг ка СФРЈ изградњом београдског метроа, али се од овога, према писању „Времена“, одустало у страху од примедби из Словеније и Хрватске. Скупштина града је 1982. расписала самодопринос грађана, „Самодопринос 1982“ од по 2% личних примања, за „развој јавног градског саобраћаја“, унапређење водоснабдевања и довршетак Клиничког центра, који је потврђен на референдуму.

## Поновно напуштање пројекта: трамвајем у 21. век
Изградња железничког чвора је отпочела, изграђен је Нови железнички мост преко Саве и тешком машинеријом су пробијени готово сви потребни тунели. Међутим, пред крај посла пробијања мреже, понестало је средстава и пројекат је остављен на чекању. Након смрти Јосипа Броза, економска ситуација је почела да се погоршава, а Београд је почео да се гуши у саобраћају. Стручно-политичка расправа о потреби увођења метроа се интензивира у јавности: појављују се заговорници трамваја који тврде да новца за метро једноставно нема и да је граду неодложно потребно какво-такво решење, док поборници метроа инсистирају да се једино метро може изборити са неконтролисаним растом града и да ће свако привремено санирање проблем само одложити и учинити горим и скупљим за решавање. 1980. године, Урбанистички завод и Градско саобраћајно предузеће износе предлог изградње трамвајске линије ка Бановом брду уз провлачење трамвајских шина кроз Улицу Генерала Жданова. На предлог ГСП доноси се 1982. и одлука о трамвају за Нови Београд.
У Регулациони план централне зоне с првом етапом београдског метроа утрошено је у периоду од 1972—1982. 11,2 милиона немачких марака. Међутим, док је план још био у фази писања урбанистичких папира, градска власт у потпуности мења намере, и 4. новембра 1982. тадашњи председник Извршног одбора Скупштине града Београда Радоје Стефановић проглашава планове и пројекте за метро „срамотом Београда“, а Јовина и присталице метроа за „класне непријатеље радничке Раковице“ којој „бране да у 21. век уђе са трамвајем“. Сектор за метро расформиран је исте године, десет година након свог оснивања. Израда нових урбанистичких планова поверена је тзв. „Радионици за поправку града“ Центра за планирање урбаног развоја (ЦЕП), а трамвајска линија кроз Улицу Генерала Жданова предвиђена је 1984. Према закључцима ЦЕП-а се 1985. доносе „Измене и допуне“ Генералног урбанистичког плана, са аутомобилско-трамвајским моделом града. Према њиховим проценама за 2000, многе предвиђене деонице и станице нису имале оптерећење које би оправдавало изградњу метроа. Објашњава се како је „само вођење рата скупље од изградње метроа“, креће у пробијање трамвајске мреже, како по центру града, тако и ка новим периферијским правцима. На подухват „трамваја за 21. век“ утрошено је 200 милиона долара прикупљених у самодоприносу грађана из 1982. У „Радионици за поправку града“ је радио и Ђорђе Бобић, од 2004—2008. градски архитекта Београда. Закључци Завода за планирање развоја града Београди су изнети у студији „Бетрас – Студија транспортног система Београда до 2000“ из 1985. Према њој би окосницу градског превоза представљали трамваји, који би се имали развити тако да превезу 40—50% укупног броја путника. За трамваје је предвиђен тунел од Економског факултета до Цетињске улице, као и линија од Улице Генерала Жданова, преко моста у Бранковој улици и даље тадашњим Лењиновим булеваром на Новом Београду. Аутобуске и тролејбуске линије служиле би као допуна трамвајима на секундарним коридорима.
Сектор за метро је 1986. рехабилитовала председница Извршног одбора Скупштине града Живана Олбина. Иако суспендован, према Регулационом плану из 1982. урађена је 1987. реконструкција пешачке Кнез Михаилове улице, затим Змај Јовина, Обилићев венац, део Трга републике, блокови 19 и 20 као и урбанистичка целина (Конгресни центар, Интерконтинентал, Хајат, Генексови апартмани) на Новом Београду планирана у склопу станице „Конгресни центар“. 1989. године је расписан конкурс за избор радне организације за „вођење послова на управљању припремом и изградњом метроа у Београду“, и овај посао је 1990. поверен Заводу за изградњу Београда и „Генералекспорту“.
Генерални урбанистички план из 1972. предвиђао је 200—245 путовања по становнику годишње, односно укупно 374—475 милиона путника годишње. Међутим, већ 1990. у Београду је забележено 770 милиона путника, односно 550 вожњи по становнику. Заједно са изградњом мреже метро линија није се реализовао ни план о формирању мреже градских центара; тако се (1996) у „кругу двојке“, у којем је живело 15% Београђана, одвијало 60% куповина непрехрамбених и 30% куповина прехрамбених производа.
„А-Г магазин“ је 2006. писао како су, поред неуспешних покушаја средином 1980-их (за време Живане Олбине) и 1990-их (за време Зорана Ђинђића) да се оживи идеја о метроу, градске власти коначно дале предност лаком шинском систему 1991, за време председника Скупштине града Милорада Унковића. Унковић је Српској академији наука и уметности поверио израду студије под називом „Транспортни системи Београда“, на којој се под вођством академика Бранка Жежеља радило од 1990. до 1993. Тако се у расправу о стратегији превоза у Београду укључила и САНУ, која је 1993. године предложила концепт лаког шинског превоза, такозваног „лаког метроа“, према којем би био очуван постојећи систем трамвајских линија, при чему би возила у центру града саобраћала под земљом. Овај предлог је касније одбачен због мањка капацитета у односу на метро. Још једну студију о лаком шинском систему израдила је крајем 1980-их фирма „Беочвор“, која је предвиђала копање четири тунела испод Теразија, Врачара и Сењака, укупне дужине од 6 km, који би били усклађени са предвиђеним тунелима за метро. Пројектована цена била је око 70 милиона долара („вероватно сувише ниско“ по „Времену“).
Прва линија приградске железнице, од Батајнице до станице Београд центар, пуштена је у промет 1984. године. Четири године касније, завршен је и јужни крак железничког чвора и возови су почели да саобраћају на линији Батајница – Раковица. На Дан устанка, 7. јула 1995, председник Слободан Милошевић је на великој церемонији отворио подземну железничку станицу Вуков споменик, која је укључена у систем приградске железнице Беовоз. „Политика“ је у свом извештају Вуков споменик описала као „најдубљу железничку станицу на свету“.

## Оживљена идеја о М1
Након вишемесечних масовних протеста након локалних избора у Србији новембру 1996, 21. фебруара 1997. председник Скупштине града Београда постаје Зоран Ђинђић. Ђинђић током прве радне недеље посећује Сектор за метро Завода за изградњу града Београда, „одмрзава“ метро пројекат, договара да се одмах приступи изради програма, распише тендер, заврши Регулациони план централне зоне са метроом суспендован 1982. и отпочне изградња, и 1. марта 1997. издаје налог Сектору у овом смислу. „Време“ је обећања нове градске власти о изградњи метроа оценило као „чисту обману“. Према неким изворима, по смени Ђинђића касније исте године, градска власт (тада у рукама СПО, предвођена председником Извршног одбора проф. Спасојем Крунићем) поново се приклања лаком шинском систему.
На иницијативу Сектора за метро од 12. фебруара 1998, Скупштина Града Београда усвојила је у јулу 1999, месец дана након завршетка бомбардовања НАТО, Одлуку о припремању регулационог плана за изградњу линије метроа М1 „Меркатор–Вуков споменик“. Овај план предвиђао је линију дугачку 7,5 km, која би у целости ишла испод земље, са изузетком шинско-друмског моста (тзв. „метро-мост“) преко Саве. Идејни пројекат за метро-мост (према идејном решењу из 1982) урађен је у оквиру пројекта „Метро Београд“ 1998, а крајем исте године, Скупштина града Београда и „Мост пројект“ су потписали уговор о пројектовању овог моста. Главни пројекат обалних стубова је планиран за 1999, а 2000. године су на терену обављене припреме за почетак изградње, која је требало да почне средином те године. О изградњи метро-моста, у којој је требало да учествују и руске фирме, у Београду је са тадашњим руководиоцима града, Крунићем и проф. Миланом Божићем разговарао градоначелник Москве, Јуриј Лушков. Тада је наводно било уговорено и да Русија, на место дело дуга СССР, испоручи челик за метро-мост. Извори наводе различите цифре за цену изградње моста од 42 милиона евра или 80 милиона америчких долара.
За носиоца и координатора активности на изради Плана одређен је Урбанистички завод, док је средства за његову израду имала обезбедити Дирекција за грађевинско земљиште и изградњу Београда. За израду Нацрта регулационог плана остављено је 18 месеци. Полазна основа за рад имала је бити Студија о подобности из 1976, прилагођена изменама и допунама Генералног урбанистичког плана из 1985, којима је за почетак предвиђена само изградња линије М1. Сам Крунић је 1999. изјавио да се ситуација на траси линије М1 није битно изменила од израде првог пројекта, док је на другим трасама дошло до битних промена, што би захтевало потпуно нове пројекте.
Када је крајем 1998. објављен „почетак пројектовања генералног решења“, у оквиру Метро пројекта је, према Јовину, већ било урађено осам генералних решења (од чега два на нивоу идејних решења).
Регулациони план из 1999. односио се искључиво на изградњу линије М1, не дотичући се уопште регулације централне зоне. Неки, попут арх. Јовина, тврдили су да такав план „одговара искључиво 'узурпаторској влади', јер јој омогућује тоталну контролу над грађевинским земљиштем централног подручја града“. Дирекција за грађевинско земљиште поздравила је планове „јер ће се на тај начин... разрешити и намена многих веома атрактивних локација у централним деловима града које сада стоје блокиране као резерват будућих метро-станица, или се користе на неадекватан начин“.

## Лаки шински систем
Након локалних избора 2000. године, Милан Ст. Протић постаје председник Скупштине града Београда, а Ненад Богдановић и Љубомир Анђелковић председник и потпредседник Извршног одбора. Новоизабране градске власти доносе Одлуку о изради новог Генералног урбанистичког плана. Ово је био седми пут од 1982. да се наручује писање нових урбанистичких планова.
Нови Генерални план Београда до 2021. је сачинио Урбанистички завод Београда. Нацрт плана Извршни одбор Скупштине града је усвојио у децембру 2002, а Урбанистички план у целини је, уз 162 примедбе грађана, изгласан у Скупштини града 27. септембра 2003.
Новим Генералним планом одбачена је идеја о изградњи („класичног“) метроа и предвиђен лаки шински систем, назван „Београдски лаки метро“, са три линије:
1. Централна линија: Творничка улица – Центар – Устаничка улица
2. Врачарска линија: Хиподром – Железничка станица Центар – Правни факултет
3. Савска линија: Баново брдо – Ада Циганлија – Нови Београд.[36]

Траса централне линије касније је измењена тако да на Новом Београду уместо Булеваром Михајла Пупина иде Булеваром Зорана Ђинђића. Такође, у централном делу града, траса се од Трга републике извија до нове станице „Академија“ (испод Кнез Михаилове улице), одакле се спушта на југ до преласка Саве.
„Претходна студија оправданости изградње прве линије лаког шинског система са генералним пројектом“, поверена 23. априла 2004. након тендера на шестомесечну израду шпанској фирми „Инеко“ у сарадњи са српским „Југинусом“ по цени од око милион евра, представљена је 20. априла 2005. Градоначелник Ненад Богдановић је том приликом подсетио да је градска управа у претходних пет година „водила битке са делом стручне јавности“ (поборницима изградње метроа) који су „задржали стара схватања“, да град није могао да набави финансијска средства за градњу класичног метроа и да, уколико град „нико у томе не буде ометао“, „Београђани за петнаестак година неће више имати проблема са превозом“.
Дирекција за грађевинско земљиште и изградњу Београда цитира истраживања по којима се највећа оптерећења на деоницама јавног превоза у Бранковој улици и Булевару Војводе Мишића крећу у обиму од 8.000 до 9.000 путника на час, при чему се у наредних 20 година не очекује повећање преко 50%, и наводи да оптерећења од 13-14.000 путника на час не оправдавају изградњу метроа. Градски архитекта Ђорђе Бобић је 2007. проценио да су потребе Београда до 2020. године до 18.000 путника на час. За лаки шински систем предвиђен је капацитет до 20-22.000 путника на час, са 70-80% вођене независне трасе. Дужина трасе прве линије предвиђена је 2004. године на 11,6 km, од чега би 2 km било под земљом. Док Беоинфо и Дирекција наводе експлоатациону брзину од 30 km на час, према писању „Политике“, у поређењу са просечном брзином постојећих трамваја од 7 km на час, возила лаког шинског система би развијала просечну брзину од 12,5—13 km на час. Предвиђен је капацитет возила од 300 путника, односно у пару од 600 путника, и годишњи превоз око 40 милиона путника. Просечно растојање између станица биће 640 метара.
Према писању „Новости“ из 2006, пројектовану трасу лаког шинског система од Устаничке до Творничке улице аутобус прелази за 36 минута, возила лаког шинског система би је прелазила за 29 минута, док би метроу за исту трасу требало 20 минута. Наведено време за лаки шински систем претпоставља да нема задржавања на раскрсницама; у чланку се наводи пример лаког шинског система у француском граду Руану сличног пројектованом београдском, који из овог разлога уместо номиналне брзине од 25 km/ч остварује 19 km/ч, што је садашња (2006) експлоатациона брзина београдских аутобуса.
Уместо метроа и раније планираног шинско-друмског моста на Сави, Генерални урбанистички план је ставио акценат на пројекат Унутрашњег магистралног полупрстена. Расписан је међународни конкурс за мост преко Аде Циганлије, са распоном од 620 m изнад реке, цене од 162 милиона евра.
Дана 29. новембра 2006. Скупштина града је донела Одлуку о изради измена Генералног урбанистичког плана, којима ће између осталог бити ревидиран програм Београдског железничког чвора који, према градском архитекти Ђорђу Бобићу, „постоји већ тридесет година и непримерен је развоју града“. ГУП је већ био мењан 2005. године. По Генералном урбанистичком плану, и након изградње станице Београд центар, Главна железничка станица остаје у функцији заједно са два колосека који воде до ње. Ово условљава пројектовање компликоване петље у три нивоа у Радничкој улици на траси Унутрашњег магистралног полупрстена. 21. маја 2007. је расписан тендер за израду Анализе потражње на првој линији лаког шинског система и продужен рок у рестриктивном поступку за израду њеног идејног пројекта.
Један од прилога у дискусијама почетком 2000-их година дала је студија „План јавног превоза града Београда“ француске групе Систра, која је рађена паралелно са Генералним планом града као донација француске владе и јавности представљена у марту 2003. Систра је разрадила три варијанте, од којих је као најповољнију изабрала следећу:
- Црвена линија: Земун – Коњарник/Устаничка улица
- Зелена линија: Баново брдо – Миријево
- Плава линија: Блок 45 – Вождовац/Бањица.

Студија је предвиђала систем потпуно независан од осталог саобраћаја, просечну брзину од око 30 km/ч, возило капацитета 700 путника (уз одређене резерве да ли би то било довољно) и максимално оптерећење од 12-18.000 путника на час. Према процени Систре, изградња три линије лаког шинског система би коштала око 2,8 милијарди евра, што би било исплаћено до 2021. Систра овај пројекат није објавила на свом мрежном месту. Студија Систре није предвиђала станицу код будуће главне железничке станице Центар. Према писању „Гласа јавности“, неки домаћи стручњаци су имали замерку да би предвиђени размак станица од 1000 метара био превелик, те да би могло бити проблема и са линијом од Бановог брда до Миријева због великог клизишта на Карабурми. Систрина студија је цитирана у Генералном плану и другим документима везано за опредељење за лаки шински систем, мада решења која је предвиђала нису усвојена.

### Јавна расправа
Међу најоштријим противницима идеје о лаком шинском систему је архитекта Бранислав Јовин, руководилац Сектора за метро од 1973—1982, чији је пројекат за Мостарску петљу из 1967, вишеструко скупљи од конкурентског скромног, такође критикован као мегаломански и потпуно непотребан Београду, али је ипак изабран захваљујући подршци тадашњег председника Скупштине града Бранка Пешића. Према Јовину, то да је метро неминовност милионског града јесте „аксиом који се не доказује“. Јовин је још 23. новембра 2001. председнику Савета града Београда послао „Писмо упозорења“ поводом доношења Одлуке о изради новог Генералног плана, назвавши је „игром замајавања јавности“ и „фарсом“ која је по њему легализовала континуитет начина рада претходних власти и опструкције постојећих регулационих планова, и захтевао „одмрзавање“ метро пројекта.
Академија архитектуре Србије (чији је Бранислав Јовин члан) је у мишљењу о Генералном урбанистичком плану Београда до 2021. достављеном Скупштини града 28. марта 2003. тражила да се Генерални план суспендује „као друштвено штетна ретроградна творевина“, као и сви на њему засновани детаљни планови, укључујући и лаки шински систем, унутрашњи магистрални полупрстен, мост преко Аде Циганлије и други. Архитекта Јовин је у поновном писму Ненаду Богдановићу, тада председнику Извршног одбора Скупштине града Београда, на јесен 2003. тражио да се на групу урбаниста (Градимира Стефановића, академика Вукана Вучића, мр. Мирка Радованца, Душана Милановића и Миодрага Ференчака) „примени Закон о лустрацији“ и да им се забрани „не четири, него четрдесет и четири године играња судбином Београђана на урбанистичким теренима због саучесништва у штети од 200 милиона долара бачених у бунар – у 'трамвај за 21. век'“.
Михаило Малетин, редовни професор и шеф Катедре за путеве, аеродроме и железнице Грађевинског факултета Универзитета у Београду, једнако се оштро противи идеји лаког шинског система. Према пројекту „Метро Београд“, који су Малетин и Јовин поново промовисали 2006, систем две метро линије на трасама Стари Меркатор–Вуков споменик и Калемегдан–Аутокоманда, укупне дужине 14,5 km, коштао би око 1 милијарду евра и градио се 9 година, просечним темпом од 1,7 km и 115 милиона евра годишње, у четири фазе које би биле редом пуштане у промет:
1. Стари Меркатор – Теразије (4 године, 5,9 km, 8 станица)
2. Теразије – Вуков споменик (1 година, 2 km, 3 станице)
3. Дом Скупштине – Београд центар – Аутокоманда (2,5 године, 4,3 km)
4. Дом Скупштине – Калемегдан (1,5 година, 1,4 km).

Систем би подразумевао и метро-друмски мост преко Саве са навозним конструкцијама и дистрибутивни прстен око „круга двојке“. Иза пројекта „Метро Београд“ стао је у јуну 2006. и Милорад Перовић, председник Скупштине града Београда, према коме би у изградњи метро система граду помогла и Република. (Перовић је гласао за одлуку о изградњи лаког шинског система. У време када је, касније, подржао изградњу метроа, Демократска странка, већински партнер у градској власти, била је у опозицији републичкој Влади предвођеној Демократском странком Србије, чији је Перовић члан.)
Малетин процењује да ће Унутрашњи магистрални полупрстен, за који се Град определио, скупа са надокнадама за експропријацију земљишта, коштати око 1,2 милијарде евра и каже да је тај новац „убедљиво паметније“ уложити у метро, а деонице од Вуковог споменика до Устаничке улице и од Аутокоманде до Бањице ојачати модернизованим трамвајем. Он такође наводи да ће копање тунела за лаки шински систем бити скупље (по километру) од тунела за метро, јер се возила лаког шинског система напајају преко пантографа (попут трамваја), те им је стога потребан шири тунел. Он даље каже да су поређења Београда са градовима који су се определили за лаки шински систем неодговарајућа, јер су у питању мањи градови, да сви европски градови упоредиви са Београдом већ имају метро системе, и да би лаки шински систем у Београд био одговарајући, али једино као продужење ка предграђима.
Академија за архитектуру Србије је 2006. изјавила како би се градњом лаког шинског система „не само узалуд потрошило пола милијарде евра градских пара, већ ће то бити урбанистичко-саобраћајна штета која се неће моћи поправити“. Они су став градског архитекте Ђорђа Бобића „да се Град одлучио за лаки метро, јер је једноставнији за изградњу, јефтинији и економски остварив у разумном року“ упоредили са одлуком из 1980-их о „економски остваривом у мандатном року трамвајем за 21. век“, оптужили поборнике лаког шинског система за политиканство и навели да се на стручњаке врши притисак уценама преко инвеститора Града. Академија је јуна 2007. поново од градских власти захтевала да се у најкраћем року обуставе све припремне радње за изградњу УМП и моста код Аде Циганлије и приступи изградњи метро система.
Према писању стручног „А-Г Магазина“, са изграђеним метро системом, средње време путовања било би у односу на постојеће стање скраћено готово двоструко, док би грађевинско земљиште дуж коридора, посебно у центру града, било рационалније искоришћено, уз промену коефицијента изграђености у зони метро станица са 1:3 на 1:6—1:12. Поводом примедби да метро нуди капацитет непотребан Београду, Малетин предвиђа феномен „новонасталог саобраћаја“, у којем би метро почели користити грађани који су користили друга превозна средства или избегавали центар града и наводи пример Минхена у којем је новонастали саобраћај по изградњи метроа износио 30 процената и превазишао све процене стручњака.
Према Гојку Беари, дугогодишњем директору Сектора за метро, ако се лаки шински систем заиста формира као независни систем, било подземни или надземни, тада се лаки шински систем и метро по основним параметрима трошкова потпуно изједначавају. Он такође напомиње да крајње могућности лаког шинског система достижу 20.000 путника по смеру и да је још и сама студија „Бетрас“ указала да се већа оптерећења од овог јављају већ за девет година.
Драгомир Мандић, редовни професор на предмету Шински урбани системи на Саобраћајном факултету Универзитета у Београду, пак, подржава идеју лаког шинског система, говорећи да „струка, наука и пракса кажу да је у готово свим градовима који данас уводе шинске системе то лаки шински систем, јер је флексибилнији и користи постојећу шинску инфраструктуру“ и понавља аргумент да је у јавном градском саобраћају на најоптерећенијим деоницама знатно мање од капацитета лаког шинског система од 20.000 путника на сат. Павле Гладовић, доктор саобраћајних наука и тада директор Градског саобраћајног предузећа, је 1997. године такође изјавио да будућност јавног превоза у Београду види у лаким шинским системима, оцењујући да би две линије метроа од по десет километара коштале око 2,4 милијарде долара, што је по његовој оцени прескупо и задовољавало би потребе само 15% корисника превоза.
„Вечерње новости“ су 2003. писале како је мр. Миодраг Ференчак, директор Сектора за генерално, просторно и урбанистичко планирање Урбанистичког завода и руководилац тима за синтезу Генералног плана до 2021. истовремено био и члан тима који је радио студију Систре, која је предвиђала другачији концепт лаког шинског система. У тексту у „Политици“ 1991. године, Ференчак је пак објашњавао разлоге који наводе на изградњу (тешког) метроа: да се површинске шине не могу одвајати јер булевари нису довољно широки, да конфигурација тла не иде на руку лаком шинском систему, и да је копање плитких тунела у центру града „практично неизводљиво“ због густе инфраструктуре.
Поводом планова за изградњу унутрашњег магистралног полупрстена и лаког шинског система, група од девет професора, инжењера, архитеката и новинара упутила је у јануару 2006. јавно писмо противљења, у којем су оценили да ови планови житељима Београда доносе, између осталог, „огромну задуженост садашње и будућих генерација за пројекте који неће донети побољшање јавног превоза у граду“ и „енормно скуп и нефункционалан мост на погрешном месту“. Они су између осталог оценили да се пројектима УМП и лаког шинског система даје предност превозу приватним аутомобилима и одустаје од изградње независног шинског система, навели бројне законске, регулаторне и професионалне норме прекршење у њиховој изради, и оценили да градске власти „суштинске примедбе уопште не коментаришу нити на њих одговарају“ а њихове потезе назвали „апсолутно неприхватљивим импровизацијама“ и „оријенталном деспотијом“. У писму се подсећа да би прва етапа метроа решила проблем уласка и изласка из центра града, створила основе за даљи развој, омогућила уређење обала Саве и потеза Калемегдан—Славија, упозорава се на физичку опасност и урбанистичку неподобност провлачења магистралног правца кроз градско језгро и позива да се јавности предоче сви детаљи УМП и тзв. лаког метроа као и постојеће студије „Метро Београд“ и да процес одлучивања укључи и стране експерте, стручну контролу, потврду представничких тела уз могућност референдума грађана, јер се ради о „одлукама судбоносним по садашње и будуће генерације“. Писмо су потписали проф. др. Ксенија Петовар, проф. др. Михаило Малетин, проф. др. Слободан Вукићевић, арх. Махмуд Бушатлија, Бошко Чолак Антић, др. Бранислав Ђорђевић, инж. Љубивоје Костић, Драган Шапоњић и арх. Бранислав Јовин.
У одговору Службе за информисање града Београда на ово писмо, речено је да су Генерални урбанистички план Београда за 2021. и други развојни пројекти донесени у складу са законима, на основу процене десетине стручњака из Урбанистичког завода, Саобраћајног факултета и Академије наука, научних и политичких институција и након јавне расправе, за коју као пример наводе да је након ње измењена траса тунела унутрашњег магистралног полупрстена. Служба истиче да су Генерални план 2021. и лаки шински систем засновани на концепту одрживог развоја у складу са реалним могућностима града и оцењује да је пројекат метроа на којем је пре 25 година „радила група људи са значајном политичком подршком и наравно без учешћа јавности“, „превазиђен концепт прављен за нека друга времена“ који је „остао мртво слово на папиру“ због нереалног и граду непримереног обима. Служба је такође оценила да је само троје потписника писма компетентно да расправља о саобраћају и урбанизму, оптужила их за промицање својих пројеката и политичких интереса, а њихово противљење градњи моста са 200 m високим пилоном преко Аде и провлачењу магистралног правца кроз Топчидер назвала „заштитом визура корисника вила са Дедиња“.
На писмо девет потписника реаговао је и сам Радоје Стефановић. Према његовом мишљењу, да се 1982. кренуло у изградњу метроа, новац би био довољан само за почетак градње, а затим би се пројекат заглавио због недостатка средстава на сличан начин како се то догодило са Београдским железничким чвором. Он је даље окривио потписнике да због њихових планова није реализован или је укинут низ трамвајских и тролејбуских праваца те да се „нису помирили са тиме да част отварања метро линија неће припасти њима већ наредним генерацијама и неким другим пројектантима“.
Ставове поборника изградње метро система у Београду добро одсликава следећа Беарина изјава из 1999
Најмање што можемо да учинимо, данас, јесте да краткорочним одлукама не урадимо ништа што би, сутра, онемогућило реализацију развојних пројеката.— Гојко Беара

## Ситуација у првој деценији 21. века
Разнолики су разлози због којих идеја о метро систему у Београду тако дуго није макла са папира. „Нин“ је 1999. писао како су сви челници града након Бранка Пешића наовамо „пословали са личним ћаром као императивом“, односно пажњу посвећивали пројектима који су могли бити отворени за време њиховог мандата, те како је идеја о метроу оживљавана у јавности „зависно од термина избора, али и важећег степена пропадања ГСП-а“. И арх. Јовин у истом чланку изјављује како „од Бранка Пешића... ниједан од градоначелника до Зорана Ђинђића није озбиљно схватао неопходност отелотворења визије метроа“. Јовин је у медијима наводио и друге примере пројеката за које он тврди да су извођени мимо важећих регулационих планова, као што су комплекс „Енјуб“ на Новом Београду, поплочавање улице Краља Милана (за коју план из 1976. предвиђа потпуно претварање у пешачку зону) или гаража код Старог двора. „Време“ је 1997. објашњавало како се политичари нису хтели замајавати визијама тога шта би могло бити остварено за 20 или 50 година, већ су увек настојали да у мандатном року подигну нешто видљиво и монументално, нешто што „води вишем политичком положају и слађем животу“. Генерални урбанистички планови су, како се каже у овом чланку, кршени и прекрајани по вољи, а планови за основни систем превоза мењани сваке деценије како је коме био ћеф, при чему би постојеће инвестиције биле бачене узалуд. И Дирекција за грађевинско земљиште и изградњу Београда еуфемистично наводи исте разлоге: недостатак политичке воље, различите погледе стручњака, политичку ситуацију, економске разлоге као и „недоследност урбосаобраћајне политике“.
О несугласицама стручњака и њиховом утицају на саобраћајни развој Београда, Живорад Ковачевић, некадашњи председник Скупштине града Београда, је рекао:
Нама је веома тешко да дођемо до решења у области саобраћаја... захваљујући чињеници да су формирани јаки стручни пунктови у Заводу за изградњу града Београда (Група за метро), у Заводу за планирање (Саобраћајни сектор), а формирао се и трећи стручни саобраћајни пункт у развојној служби ГСП... И ту су неке дилеме, које су имале реалне основе, добиле димензије међусобне искључивости.— Живорад Ковачевић
Душан Милановић из Урбанистичког завода Београда каже у интервјуу за „Нин“ 2003. како су Срби између „две најскупље ствари на свету“, рата и метроа, „свој избор већ направили“.
Неки, попут Милана Вујанића, професора на Саобраћајном факултету Универзитета у Београду, сматрају да је грешка учињена и када је, приликом увођења и ширења мреже трамваја, изабран ужи колосек ширине 1 m, уместо ширих колосека од 1,432 m, који су исте ширине као колосеци метроа. Предлози да се за трамваје на појединим местима у граду пробију тунели (који би били својеврстан увод у изградњу метроа) такође се нису остварили.
„Нин“ и „Време“ су 1990-их писали како је изградња Београдског железничког чвора до тада коштала преко 2 милијарде америчких долара. Према писању „Гласа јавности“ из 2002, у линије приградске железнице Беовоз уложено је око 800 милиона долара. Само за изградњу подземне железничке станице Вуков споменик извори наводе цифре од 39 до преко 150 милиона долара. Све линије Беовоза скупа превозе између 300 и 400 хиљада путника месечно, према истраживањима са краја 2001. мање од трамваја број 7.
Буџет града Београда за 2007. годину износи 64,4 милијарде динара (око 1,08 милијарди америчких долара).
Када су градске власти 2003. године напустиле концепт метроа и јавности пласирале лаки шински систем као финансијски реално и брже изводљиво решење, цена његове изградње је процењена на између 350 и 400 милиона евра, а као датум завршетка радова и пуштања у промет наведена је 2008. година. Потпредседник Извршног одбора Скупштине града Љубомир Анђелковић је у фебруару 2003. најавио да ће се у бушење тунела за лаки шински систем кренути „врло брзо“, од идуће (2004) године. Градоначелник Богдановић је 2004. изјавио како „се свака београдска влада која до краја 2008. године не буде завршила прву фазу (лаког) метроа може сматрати неуспешном“.
Крајем 2004. градски менаџер Бојан Станојевић је изјавио да ће изградња лаког шинског система почети тек крајем 2006. и оценио да су пројекције цене од 200 до 400 милиона евра „претеране“. У мају 2005. године, градски архитекта Ђорђе Бобић је изјавио да ће изградња бити завршена за пет година (2010). Бобић је у априлу 2007. године навео да ће радови на изградњи започети крајем 2008. или почетком 2009. године и прва линија бити пуштена у промет 2012. године.
Градски менаџер Станојевић је у фебруару 2008. изјавио да „због послова које смо (Град) преузели од других“, Град нема новца за (лаки) метро, те да новца има само за израду документације. Новоизабрани градоначелник Драган Ђилас је у излагању приликом избора на ту дужност у августу 2008. најавио да ће током његовог мандата „почети и пројектовање метроа“, не прецизирајући, том приликом, да ли мисли на лаки шински систем, и не давши притом наговештај изградње.
У току децембра 2008. године у својим најавама о скором почетку изградње метроа у Београду Ђилас је у потпуности фаворизовао изградњу тешког метроа по пројекту из 1976. године и у више наврата лаки метро окарактерисао као лошије решење за Београд.
Међутим коначна одлука је према најавама Милутина Мркоњића - тадашњег министра за инфраструктуру, о томе да ли ће се градити тешки или лаки метро требало је да буде донесена на пролеће 2009. године.
Истом приликом архитекта Бранислав Јовин руководилац пројекта „Метро Београд 1972-1982.“ (студија из 1976) изјавио је да би за изградњу прве фазе метроа дужине 14,5 km и 18 станица било потребно 1,1 милијарди евра уз напомену да је прва фаза најскупља јер је потребно изградити и депо.

## Тренутно стање
Скупштина града Београда је у јуну 2010. усвојила информацију о изради документа којим би се дефинисали основни захтеви у изградњи београдског метроа, према којем ће се метро градити као независан шински систем, без укрштања са осталим друмским саобраћајем, са два основна правца од Земуна и Новог Београда до Устаничке улице, и од Карабурме до Бановог брда и Видиковца, са укрштањем у центру града. Линије би биле вођене подземно кроз центар града и изнад земље где је то могуће. Нову студију је требало да уради једна од француских фирми а као могући почетак градње градске власти су наводиле крај 2012. или почетак 2013. године.
Средином друге деценије 21. века, ситуација у вези са плановима за изградњу метроа је још увек веома нејасна. У јавности постоје присталице изградње класичног метроа, лаког шинског система, али и они који сматрају да би градска железница (БГ ВОЗ), у комбинацији са капацитетима осталих видова јавног превоза, била задовољавајућа. Бивши градоначелник, Синиша Мали, више пута је најављивао скори почетак радова на метроу, најпре најављујући да ће прву линију градити француска предузећа, а потом и да ће се она ипак простирати од Чукарице до Новог Београда.
У мају 2020. потписан је споразум о француској донацији 8,3 милиона евра за Београдски метро. Градња је почела 22. новембра 2021.